# Нурдал Григ
Нурдал Григ (на норвежки: Nordahl Grieg) е норвежки поет, писател, драматург, журналист и политически активист. Писал е и под псевдонима Йонатан Йерв (Jonathan Jerv). Той е популярен писател и противоречива обществена личност. Служи като военен кореспондент през Втората световна война и е убит по време на бомбардировка на Берлин.

## Биография и творчество
Йохан Нурдал Брун Григ е роден на 1 ноември 1902 г. в Берген, Швеция-Норвегия, в семейството на учителя Петер Григ (1864 – 1924) и Хелга Волан (1869 – 1946). Той е брат на норвежкия издател Харалд Григ (1894 – 1972) и роднина на писателите Ингеборг Ролфсен Григ и Йохане Григ Седерблад. Кръстен е на своя прапрапрадядо Йохан Нурдал Брун, който е написал първия национален химн на Норвегия. Има далечно родство с композитора Едвард Григ.
Следва филология в Кралския университет „Фредерик“ (сега Университет на Осло) и прекарва известно време в пътувания в чужбина, понякога като турист, понякога като моряк на товарния кораб „Хенрик Ибсен“, който пътува до Африка и Австралия и се връща през Суецкия канал (1920 – 1921). Получавайки норвежка стипендия през 1924 г., следва една година в Уодъм Колидж на Оксфордския университет, изучавайки история и английска литература, и прави дипломна работа за Киплинг. Поне едно от стихотворенията му, „Параклисът на Уодъм Колидж“ (Kapellet i Wadham College), е вдъхновено от престоя му там, където той е съвременник на поета и писател Сесил Дей Луис.
Първата му книга, стихосбирката „Около нос Добра Надежда: Стихове от морето“ (Rundt Kap det gode Håp: Vers fra sjøen), е издадена през 1922 г. Тя е базирана на неговите преживявания по море. През следващата година е издаден криминалният му роман в съавторство с Нилс Лие „Влакът в Берген е ограбен снощи“ (заснет през 1927 г.). На преживяванията му по море се базира и романът му „Корабът продължава пътя си“ от 1924 г. Романът предизвика полемика заради разкриването на тежките условия на живот и работа на моряците.
В Осло работи като журналист в Tidens Tegn и Oslo Aftenavis. Става известен с пътеписите си за Финмарк, Русия, Испания, Гърция (посмъртно) и др. През 1927 г. работи като кореспондент на вестник в Китай, където става пряк свидетел на гражданската война между Гоминдана и комунистите. Впечатленията му са издадени в книгата „Китайски дни“ (Kiniseske dage) от 1927 г. Същата година пише пиесите „Любовта на млад мъж“ (En ung manns kjærlighet) и „Варава“ (Barabbas). Последната е модерна революционна интерпретация на новозаветния персонаж Варава. Стихосбирката му „Норвегия в нашите сърца“ (Norge i våre hjerter) от 1929 г. изразява дълбока любов към неговата страна и неговия народ в своята бедност и мизерия, а тя привлича одобрението на критиката.
Престоят му в колежа на Оксфордския университет го вдъхновява за сборника с шест есета „Младите мъртви“ (De unge døde) от 1932 г., в които прави и преводи на Джордж Гордън Байрон, Пърси Биш Шели, Джон Кийтс и Рупърт Брук.
Състраданието към бедните и експлоатираните го кара да се присъедини към Норвежката комунистическа партия. В периода 1933 – 1935 г. живее в Съветския съюз, където е официално поканен да изучава техниките на съветската сцена и кино. Пиесата му „Нашата чест и нашата сила“ (Vår ære og vår makt) от 1935 г. описва живота на норвежките моряци по време на Първата световна война, в която Норвегия остава неутрална и търгува с двете страни. Тя отново е насочена срещу експлоатацията на моряците в корабната индустрия.
При завръщането си в Норвегия става поддръжник на политиката на Йосиф Сталин, като политическата му ангажираност намира особен израз в ръководената от него организация „Приятели на Съветския съюз“ (1935 – 1940). В периода 1936 – 1937 г. Григ издава списанието Veien Frem, което първоначално успява да привлече изтъкнати писатели, но тъй като списанието възприема все по-сталинистка позиция по отношение на СССР чрез редица полемични статии и творби, повечето от тях прекъсват връзките си с него и то престава да излиза. През 1937 г. пише известна защита на Московския процес (поредица от показни съдебни дела срещу висши функционери, привърженици на Леон Троцки), атакувайки норвежки автори, които ги критикуват. Критикува и самия Троцки, който живее в Норвегия в периода 1937 – 1939 г., защото го смята за предател на каузата на работниците.
Драматичната му пиеса „Поражението“ от 1937 г. е за Парижката комуна, но е вдъхновена от поражението на републиканците в Испанската гражданска война, която следи като кореспондент на място. Испанската гражданска война е тема на книгата му „Испанско лято“ (Spansk sommer) от 1937 г. и отчасти за романа „Светът все още трябва да е млад“ (Ung må verden ennu vær). Войната също така вдъхновява стихотворението му от 1936 г. „Към младежта“ (Til ungdommen), по което впоследствие е направена песен от датския композитор Ото Мортенсен. Песента се използва като химн на работническото движение и движението за мир.
Творчеството му е дълбоко реалистично и патриотично. Вдъхновител на социалистическия реализъм в норвежката литература. Пиесите на Нурдал Григ са поставяни в театрите на Норвегия, Дания, Швеция, ГДР, Великобритания.
Избухването на Втората световна война и особено германската инвазия и окупацията на Норвегия го карат да се противопостави на политиката на Сталин. През 1939 г. Съветският съюз подписва пакта „Молотов-Рибентроп“ с нацистка Германия и до нацистката инвазия през 1941 г. инструктира комунистите по света да гледат на продължаващата война като на „империалистическа“ война, в която не трябва да участват. Григ е убеден антинацист и норвежки патриот и през 1940 г. като доброволец се посвещава на борбата срещу нацистката окупация. През зимата на 1939 – 1940 г. служи в норвежката армия във Финмарк като стража на неутралитета по време на Съветско-финландската зимна война. През 1940 г., след като служи по време на Норвежката кампания срещу германските сили, той бяга в Обединеното кралство на борда на същия кораб, който превозва норвежкото кралско семейство и националните златни резерви. От 1940 г. до смъртта си е женен за актрисата Герд Егеде-Нисен (1895 – 1988).
Във Великобритания служи на норвежкото правителство в изгнание и участва в създаването на патриотични радиопрограми. Получава служба в норвежките въоръжени сили и служи като военен кореспондент с чин капитан. Работата му включва посещения и репортажи за норвежки части из Великобритания. Той се среща с норвежки военнослужещи на служба в Исландия и на други отдалечени постове. През лятото на 1942 г. прекарва няколко седмици на норвежкия остров Ян Майен в Северния Атлантик. Както и други военни кореспонденти, той се присъединява към оперативни мисии над окупирана Европа.
Нурдал Григ загива на 2 декември 1943 г. до Клайнмахнов (край Потсдам), нацистка Германия. Той е един от няколкото наблюдатели при въздушно нападение на съюзниците над Берлин, когато самолетът, в който се намира, е свален.

## Произведения

### Самостоятелни романи
- Bergenstoget plyndret i natt (1923) – като Йонатан Йерв, с Нилс Лие[1][5]
- Skibet gaar videre (1924)[2]
Корабът продължава пътя си, изд.: „Народна култура“, София (1964), прев. Светослав Колев
- Ung må verden ennu være (1938)

### Поезия
- Rundt Kap det gode Håp: Vers fra sjøen (1922)[1][2][5]
- Stene i strømmen (1925)
- Norge i våre hjerter (1929)
- «Til Ungdommen» (1936) – стихотворение
- Friheten (1943) – поема

### Пиеси
- En ung manns kjærlighet (1927)[1][5]
- Barabbas (1927)
- Atlanterhavet (1932)
- Vår ære og vår makt (1935)
- Men imorgen (1936)
- Nederlaget: Et skuespill om Pariser-kommunen (1937)

### Документалистика
- Kinesiske dage (1927) – пътеписи от Китай[1][5]
- De unge døde (1932) – есета
- Spansk sommer (1937)

### Екранизации
- 1949 Thorkild Roose – по пиесата „Поражение“
- 1965 Dikt fra krigens tid – документален
- 1966 Nederlaget – тв филм
- 1967 Teatterituokio – тв сериал, 1 епизод по пиесата „Варвара“
- 1972 Poraz – тв филм